# Thunbergia malangana
Thunbergia malangana är en akantusväxtart som beskrevs av Gustav Lindau. Thunbergia malangana ingår i släktet thunbergior, och familjen akantusväxter. Inga underarter finns listade i Catalogue of Life.